# Serapión de Thmuis

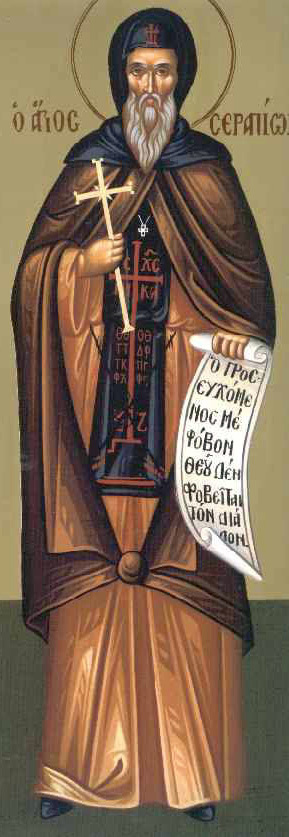
Serapión, obispo de Thmuis, "el Escolástico"

Serapion (denominado «el Escolástico» por San Jerónimo) fue un padre del yermo, obispo de la villa egipcia de Thmuis, provincia de Augustamnica, en el delta del Nilo, a mediados del siglo IV, así como escritor religioso en griego antiguo. La Iglesia católica celebra su consagración el 21 de marzo.

## Datos biográficos
Debió nacer hacia el año 300 y se retiró cuando era joven al desierto, donde fue discípulo de San Antonio Abad. Encabezó después una comunidad monástica antes de ser obispo de la villa de Thmuis antes de 339. Parece haber participado en el Concilio de Sárdica (343) y estuvo en la embajada que en 353 envió Atanasio, patriarca de Alejandría, reinando el emperador Constancio II, para defenderse de las acusaciones de los arrianos. Hacia 359, Constancio lo hizo sustituir por el arriano Ptolomeo en la diócesis de Thmuis. Estaba aún vivo hacia 370 (año de tres fragmentos de cartas a Serapión de Apolinar de Laodicea).
Se han conservado cinco cartas de Atanasio de Alejandría dirigidas a Serapión de Thmuis: una, de 358, refiere la muerte de Arrio; las otras cuatro, sin duda de 359, son exposiciones dogmáticas sobre la cuestión de la divinidad del Espíritu Santo.

## Obra

Las diócesis de Egipto en el año 400 d. C.

Serapión fue tema del §99 del De viris illustribus de San Jerónimo, quien le atribuye un «destacado» tratado contra los maniqueos, otro sobre los títulos de los Salmos y unas cartas "útiles" dirigidas a diversas personas (al menos 55).
A día de hoy, subsisten su Contra los maniqueos, dos cartas o epístolas enteras (una, breve, dirigida a un colega obispo Eudoxo, quien quería dimitir a causa de problemas de salud; la otra, dirigida a los discípulos de San Antonio Abad, conservada solamente en traducciones sìríaca y armenia) y fragmentos diversos, en especial de epístolas, en griego o en traducción siríaca. Una Epístola a los monjes que celebraba la vida monástica, considerada tradicionalmente como auténtica, ha sido descartada definitivamente por K. Fitschen. En las Catenae (cadenas exegéticas) sobre el Génesis, trece fragmentos son atribuidos a Serapión por los manuscritos, pero el mismo K. Fitschen no asegura la autenticidad sino de tres (las otras vienen, de hecho, de Severiano de Gabala). 
Un sacramentario (εὐχολόγιον) que lleva el nombre de Serapión de Thmuis ha sido reencontrado en 1894 en una manuscrito que data del siglo XI del Monasterio de la Gran Laura del monte Athos. Se trata de una colección de treinta rezos litúrgicos (sobre la comunión, el bautismo, las órdenes, etc.) que abarcan dieciocho folios del manuscrito. El nombre de Serapión aparece en el título de dos rezos solamente (la primera y la decimoquinta), pero el conjunto de los textos podría tener el mismo autor. Sin embargo, tras un artículo de Bernard Botte aparecido en 1964, la atribución a Serapión ha sido fuertemente contestada (a causa del uso de un vocabulario teológico inverosímil en un discípulo de Atanasio de Alejandría).
El Contra los maniqueos de Serapión de Thmuis ha sido largo tiempo confundido con el de Titus de Bostra: a consecuencia de un accidente de transmisión (un manuscrito deshecho y recompuesto), sus textos han sido entremezclados. El tratado más corto de Serapión ha sido reconstruido en 1894 par A. Brinkmann. La fecha es de en torno a 330 y  es la más antigua refutación cristiana conservada del Maniqueísmo (junto con el diálogo de Hegemonios).
- Clavis Patrum Græcorum 2485-2504

## Serapión de Thmuis en la literatura
Serapión de Thmuis es el personaje principal del poema Le Corbeau en el libro Poèmes barbares de Leconte de Lisle.